# Steal (Basketball)
Ein Steal (zu Deutsch stehlen, klauen) ist ein Fachbegriff der Sportart Basketball.
Ein Steal ist die Eroberung des Balles durch die verteidigende Mannschaft im Rahmen der Verteidigungsarbeit. Nach einem Steal kann die bis dahin verteidigende Mannschaft unmittelbar zum Angriff übergehen.
Der Ballgewinn durch einen selbstverschuldeten Fehler der angreifenden Mannschaft (z. B. durch Schrittfehler, Rückspiel über die Mittellinie, Pass ins Aus) ist kein Steal. Ebenfalls kein Steal ist die Eroberung des Balles nach einem Korbwurfversuch der angreifenden Mannschaft.
Ein Steal ist somit eine von mehreren Formen des Ballgewinns. Mit einem Steal der verteidigenden Mannschaft ist immer ein Turnover der angreifenden Mannschaft verbunden, jedoch ist nicht jeder Turnover ein Steal.
Die Anzahl der Steals wird in den offiziellen Spielstatistiken, z. B. der Basketball-Bundesliga, geführt und fließt in die Berechnung der Effektivität ein.